# IC 1590
IC 1590은 NGC 281 내부에 있는 산개 성단이다. 겉보기 등급은 약 +8 등급이고, 크기는 4'이다. 거리는 지구로부터 약 9,589 광년 떨어져 있다. 카시오페이아 자리에 위치해 있다. O-lll필터를 장착한 망원경으로 보면 이 성단 주위로 흐릿한 성운기가 있는 것을 느낄 수 있다.

## 같이 보기
- 카시오페이아자리
- NGC 281